# Смогорівка
Смогорівка (біл. вёска Смогараўка) — село в складі Червенського району Мінської області, Білорусь. Село підпорядковане Смиловичівській селищній раді, розташоване в центральній частині області.